# Bufotes oblongus
Bufotes oblongus, Synonyme (wissenschaftlich nicht mehr gültig: Pseudepidalea oblonga, Bufo viridis oblongus, Bufo danatensis), ist ein Froschlurch aus der Gattung Bufotes innerhalb der Familie der Kröten (Bufonidae). Ein deutscher Name existiert nicht. Die tetraploide Amphibienart zählt zu der 2019 taxonomisch neu eingeteilten Gruppe der Wechselkröten. Genetisch steht B. oblongus zwischen Bufotes perrini und Bufotes latastii.

## Merkmale

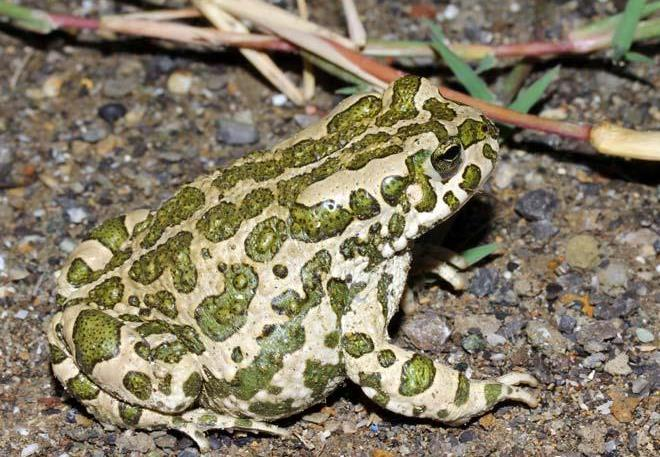
Bufotes oblongus, Dorsalansicht

B. oblongus ähnelt in ihrem Aussehen sehr der Nominat-Form Bufotes viridis. Auch bei diesen Tieren ist die Grundfarbe der Haut hellbeige mit zahlreichen olivgrünen, schwarz umrandeten Flecken sowohl am Rücken als auch an den Extremitäten. Wahrscheinlich würde hier ebenso die fotografische Erfassung (Photographic-Mark-Recapture – PMR) der dorsalen Musterung für die Bestandserfassung funktionieren. Die muskulösen Beine sind auffallend lang (= oblongus) und weisen auf eine hohe, mobile Lebensweise hin. Die vorzugsweise nachtaktive Kröte erreicht eine Kopf-Rumpf-Länge bis zu max. 12 cm und ist damit etwas größer als die Nominat-Form. Die alloploide Art trägt die Chromosomen sowohl von Bufotes perrini als auch von Bufotes latastii in sich.

## Verbreitung

Verbreitungskarte B. oblongus (Stand: 2015)

B. oblongus findet sich in Mittelasien östlich der zentraliranischen Wüste (Chorasan), im Norden entlang der Kopet-Dagh-Kette sowie im Grenzgebiet von Turkmenistan um die Hauptstadt Aşgabat. Laut IUCN-Karte erreicht die Verbreitung auch die Provinz Herat im Westen Afghanistans. Die Lebensräume wechseln von kühlen, feuchten Hochlagen bis zu trockenem Buschland und heißen Halbwüsten in der Ebene. Von allen in Zentralasien lebenden Krötenarten verfügt B. oblongus über die größte Temperaturtoleranz. Selbst Sandstürmen widersteht sie. In den oben genannten Gebieten ist die Kröte die häufigste Amphibienart.
Für B. oblongus liegt nach dem DNA-Barcoding in BOLD derzeit ein veröffentlichtes Belegexemplar aus dem Iran vor.

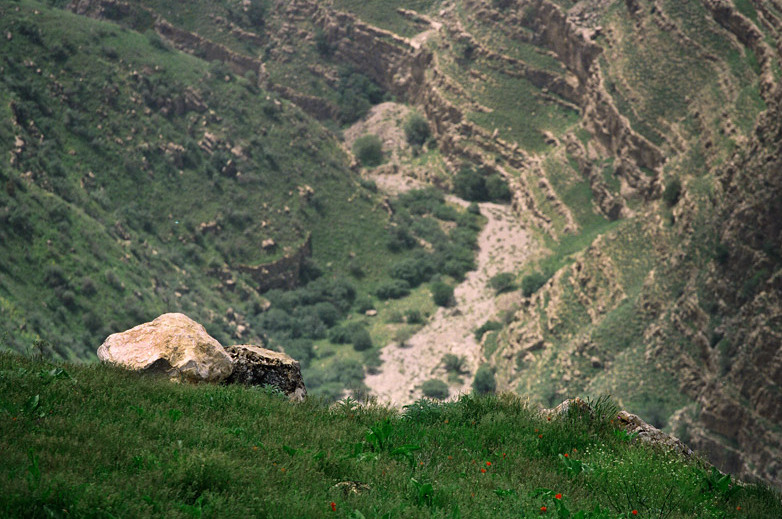
Lebensraum, Kopetag-Gebirge bei Ashgabat (Aufn. Mai 2009)

## Gefährdung und Schutz
Laut IUCN gilt die Art als ungefährdet (Least Concern, Stand: 2008/2015). In Turkmenistan gibt es Nachweise aus dem Naturschutzgebiet Suntkhasazdag.